# Euchlaena decisaria
Euchlaena decisaria är en fjärilsart som beskrevs av Walker 1860. Euchlaena decisaria ingår i släktet Euchlaena och familjen mätare. Inga underarter finns listade i Catalogue of Life.